# Disney XD (Rosja)
Disney XD (WNP) – rosyjski kanał telewizyjny należący do Disneya emitujący głównie seriale dziecięce. Oprócz tego zajmował się produkcją własnych seriali i filmów. Ta stacja wystartowała 23 lutego 2012.
W wyniku słabych udziałów na rynku, Disney Rosja na początku 2016 podjął decyzję o rebrandingu marki Disney XD i przejęciu jej przez kanał Disney Channel. Po zmianie niektóre programy dotychczasowo emitowane na Disney XD Rosja zostały przeniesione na tamtejszy Disney Channel (np. Dzieciak kontra Kot). Po rebrandingu stacji rosyjskiej zmianie uległa także wersja ukraińska kanału.

## Programy

### Oryginalne seriale
- Aaron Stone
- Kick Strach się bać[1]
- Ja w kapeli
- Zeke i Luther

### Współprodukcje
- Dzieciak kontra Kot
- Jimmy Cool

### Programy Disneya
- Amerykański smok Jake Long
- Byle do przerwy
- Filip z przyszłości
- Fillmore na tropie
- Fineasz i Ferb
- Gargoyles
- Get Ed
- Legenda Tarzana
- Nie ma to jak hotel
- Suite Life: Nie ma to jak statek
- Nowa szkoła króla
- Sławny Jett Jackson
- Super Robot Monkey Team Hyperforce Go!
- Świat nonsensów u Stevensów
- Wymiennicy
- Yin-Yang-Yo!

### Inne programy
- A.T.O.M. Alpha Teens On Machines
- Batman
- Chaotic
- Digimon Data Squad
- Fantastyczna Czwórka
- Incredible Hulk
- Iron Man: Obrońca dobra
- Legend of the Dragon
- Monster Buster Club
- Naruto Shippuuden
- Ōban Star Racers
- Pinky i Mózg
- Przygody Jackie Chana
- Pucca
- Spider-Man
- Spider-Man and His Amazing Friends
- Niezwyciężony Spider-Man
- Static Shock
- SuperCiapy
- Superman
- The Avengers: United They Stand
- The Spectacular Spider-Man
- X-Men